# Boyfriend (canção de Dove Cameron)
"Boyfriend" é uma canção da artista norte-americana Dove Cameron, lançada em 11 de fevereiro de 2022 através da Disruptor Records e Columbia Records. A faixa foi composta pela artista em colaboração com Delacey, Evan Blair e Skyler Stonestreet, sendo produzida por Blair.

## Antecedentes
Cameron postou um vídeo contendo uma parte da música em sua conta no TikTok, que ganhou mais de 4,7 milhões de curtidas. Embora a música não tivesse a intenção de ser lançada em fevereiro, quando se tornou viral, ela anunciou mais tarde que a música seria lançada em 11 de fevereiro de 2022.

## Composição
"Boyfriend" é uma canção que aborda a sexualidade de Cameron depois que ela se assumiu queer em 2021. Melody Heald, da Glitter Magazine, escreveu que a música "sugere que seu interesse amoroso precisa de uma namorada, pensando que ela a trataria melhor do que o namorado, fazendo coisas que ele nunca faria", como no refrão: "Eu poderia ser um namorado melhor do que ele / Eu poderia fazer as merdas que ele nunca fez / Acordada a noite toda, eu não vou desistir / Pensando como vou te roubar dele / Eu poderia ser um cavalheiro / Além disso, todas as minhas roupas iriam te servir".
Cameron disse em um comunicado à imprensa: "Ao escrever "Boyfriend", sinto que finalmente encontrei meu som, minha perspectiva e a mim mesmo de uma maneira que não tinha certeza se algum dia encontraria. Estou imensamente feliz por ter essa música e esta parte de mim no mundo".

## Recepção crítica
Isabella Vega, da Euphoria Magazine, comentou que a canção se tornará um grande sucesso devido ao "seu lirismo matador, ou mesmo sua produção quase gótica, mas com sua mensagem profundamente enraizada de auto-capacitação". Caitlin White, do Uproxx, descreveu a música como "dramática e sombria, e atinge como um hino queer de James Bond".